# Loket (lood)

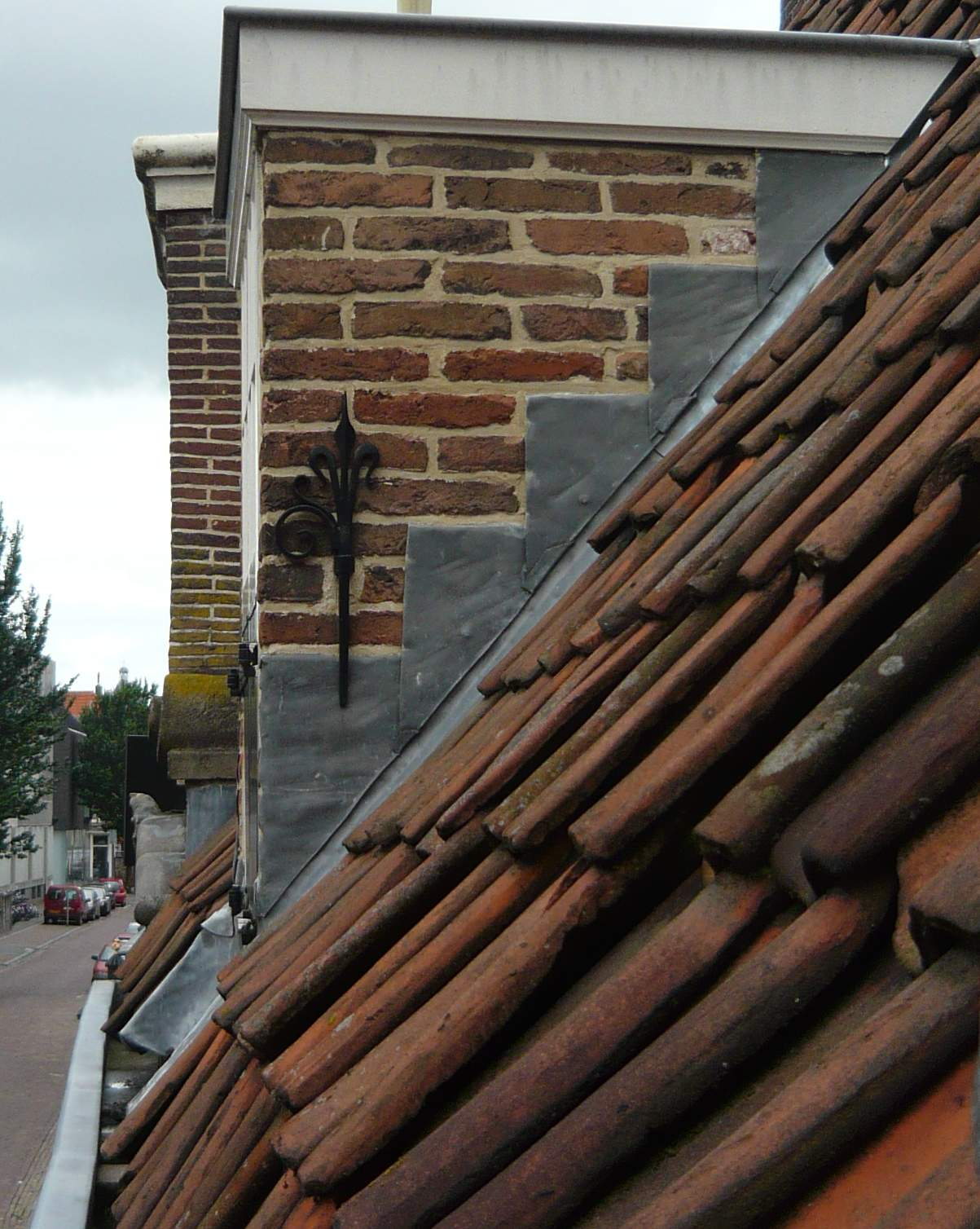
Loketten toegepast bij de overgang van het pannendak naar de dakkapel.

Een loket is in de bouwkunde een constructie met een strook bladlood op hellende daken. Bij de aansluiting van een dak op een gemetselde schoorsteen of andere doorgaand metselwerk, kan door middel van loden slabben, die ook wel loketten genoemd worden, een waterdichte overgang worden verkregen. De loketten worden onderling overlappend (dakpansgewijze) aangebracht om een afwaterend geheel te verkrijgen. Aan de bovenzijde worden ze trapsgewijs ingemetseld in de lintvoegen van het opgaande metselwerk.